# Понт Авен
Понт Авен (на френски: Pont-Aven, [pɔ̃tavɛn]) е град в северозападна Франция, част от департамента Финистер на регион Бретан. Населението му е около 2 800 души (2015).
Разположен е на 34 метра надморска височина в Армориканските възвишения, на 6 километра северно от бреговете на Бискайския залив и на 31 километра югоизточно от Кемпер. Селището става известно в края на XIX век с Школата от Понт Авен, група художници около Пол Гоген, които известно време живеят и работят там. Днес основен за икономиката на града е морският туризъм през лятото.

## Известни личности
Починали в Понт Авен
- Теодор Ботрел (1868 – 1925), музикант